# Norakert
Norakert är en ort i Armenien.   Den ligger i provinsen Aragatsotn, i den centrala delen av landet, 14 km väster om huvudstaden Jerevan. Norakert ligger 932 meter över havet och antalet invånare är 2 485.
Terrängen runt Norakert är platt åt sydväst, men åt nordost är den kuperad. Runt Norakert är det ganska tätbefolkat, med 230 invånare per kvadratkilometer.. Närmaste större samhälle är Jerevan, 14,1 km öster om Norakert.
Trakten runt Norakert består i huvudsak av gräsmarker.